# クックソニア
クックソニア（学名: Cooksonia）は、古生代シルル紀中期からデボン紀前期に生息した陸上植物の属である。
学名は、オーストラリアの著名な古植物学者であるイザベル・クリフトン・クックソン（1893〜1973）にちなんで命名された。
2011年現在までに確認された陸上植物の中では最古のものであり、細菌や地衣類に続いて海から陸上に進出した生物である。また、維管束植物の祖先である。
高さは数センチメートルほどで、茎の先端にトランペット型をした胞子嚢を持っていたとみられている。蝋質のクチクラ層を持っており、植物体内部の水分の蒸発を防いで、地上の乾燥した環境に適応していた。一方で、クチクラ層は空気中の気体を植物中に取り入れることを妨げてしまうため、ガス交換を効率よく行うための器官である気孔も発達させたことが化石から分かっている。
一方で維管束を持っておらず、後のシダ植物などとも形態が異なる。

## 下位分類
- Cooksonia pertoni – この属のタイプ種である
- Cooksonia paranensis
- Cooksonia banksii

さらにこの3種も属する可能性があるが、確実ではない。
- Cooksonia hemisphaerica
- Cooksonia cambrensis
- Cooksonia bohemica

## 大衆文化
BBC制作『ウォーキングwithモンスター〜前恐竜時代 巨大生物の誕生』で、陸上に生育している様子が見られる。陸上に進出した最初の植物と説明され、後々大森林を形成していくと語られた。